# Rezerwat przyrody Brekinia
Rezerwat przyrody Brekinia – florystyczny rezerwat przyrody w gminie Prochowice, w powiecie legnickim, w województwie dolnośląskim.
Został powołany Zarządzeniem Ministra Ochrony Środowiska, Zasobów Naturalnych i Leśnictwa z 31 grudnia 1993 roku (M.P. z 1994 r. nr 4, poz. 20). Zajmuje powierzchnię 2,29 ha (akt powołujący podawał 2,28 ha). Celem ochrony rezerwatu jest zachowanie ze względów naukowych i dydaktycznych jedynego, poza terenami górskimi, naturalnego stanowiska jarzębu brekinii Sorbus torminalis.
Rezerwat obejmuje odizolowany, położony wśród pól uprawnych obszar lasu o prostokątnym kształcie. Las ma charakter grądu środkowoeuropejskiego, zaś w drzewostanie występują: grab pospolity, dąb szypułkowy i bezszypułkowy, lipa drobnolistna i klon polny, w dolnej warstwie drzew niewielką domieszkę stanowi objęty ochroną ścisłą jarząb brekinia. Z roślin chronionych występuje tu także chroniony częściowo miodownik melisowaty.